# Tucson Sidewinders
I Tucson Sidewinders furono una squadra della Minor League Baseball, con sede a Tucson, Arizona. Giocavano nella Pacific Coast League ed erano affiliati di livello Triplo A degli Arizona Diamondbacks.
Cessarono di esistere nel 2008, quando furono trasferiti a Reno, col nome di Reno Aces.
Prendono il loro nome dal crotalo ceraste, serpente velenoso tipico dei deserti nordamericani noto in inglese come sidewinder.

## Storia

### Gli inizi
Dal 1969 al 1997 i Sidewinders erano chiamati Tucson Toros, militavano nella lega Triple-A di baseball (lega inferiore della Major League) e giocavano nel'Hi Corbett Field nel centro di Tucson.
Nel 1997, con l'espansione della MLB che aggiunse gli Arizona Diamondbacks con sede a Phoenix, oltre ai Tampa Bay Devil Rays, i Toros si trasferirono a Fresno, in California, prendendo il nome di Fresno Grizzlies. Allo stesso tempo, i Phoenix Firebirds si trasferirono a Tucson, con il nome di Tucson Toros prima e di Tucson Sidewinders a partire dal 1998, anno in cui si affiliarono ai Diamondbacks.

### Tucson Sidewinders
Con l'associazione coi cugini dei Diamondbacks, fu costruito un nuovo stadio, il Tucson Electric Park, che sarebbe stato la casa dei Sidewinders e la sede degli allenamenti dei Diamondbacks.
Il trasferimento fa Phoenix a Tucson fu problematico, in quanto i risultati economici e di pubblico non erano quelli attesi. Dopo aver acquistato la squadra nel 2000, il proprietario Jay Zucker tentò di migliorare la situazione, con delle promozioni per avvicinare il pubblico, ma il successo fu limitato.
Nonostante i problemi, i Sidewinders fornirono molti giocatori ai Diamondbacks, al punto di essere soprannominati "Baby Backs".
Nel 2006 i Sidewinders vinsero la Pacific Coast League.

## Cronologia
1997: Il primo giocatore dei Dbacks viene inviato a fare esperienza nelle file di Tucson. Si tratta di Travis Lee che gioca una parte di stagione proprio a Tucson.
Nello stesso anno viene costruito il nuovo stadio, chiamato Tucson Electric Park.
1998: I Sidewinders si affiliano con Arizona, e prendono una nuova mascotte, chiamata Sandy Sidewinder, rappresentante un serpente con le armi.
1999: Nel mese di maggio, il general manager Mike Feder viene licenziato dai Sidewinders, sostituito da Jack Donovan. A fine stagione, l'imprenditore Jay Zucker acquista i Sidewinders da Martin Stone per una cifra tra 7 e 8 milioni di dollari, ma per problemi di salute cede subito la società a Jay e Melinda Zucker.
Dal 1999 ad Oggi: Nella stagione 2000 Zucker perse oltre 200.000 dollari e decise di riassumere Feder, che però lasciò un anno dopo. Nel 2002 Rick Parr divenne general manager della squadra. 
I Sidewinders chiusero la stagione 2002 con 268.807 presenze totali con una media di 3.895 spettatori a partita (su una capienza di 11.000 posti).
Nel 2006 la squadra termina la stagione regolare con un record positivo di 91-53, il miglior record stagionale nei campionati AAA, raggiungendo un nuovo record per la franchigia. 
Il team manager Chip Hale viene nominato Direttore PCL of the Year. Dopo aver sconfitto i Salt Lake City Bees per 3-1, i Sidewinders vinsero la Pacific Coast League Championship Series, poi sconfiggere i Toledo Mud Hens, campioni di International League, per 5-2, conquistando il titolo ufficioso di Triplo A.
Nel 2008 i Sidewinders si trasferirono a Reno, rimpiazzati in città dai nuovi Tucson Toros, che avevano preso lo stesso nome della prima storica franchigia cittadina.

## Affiliazioni nelle altreMinor Leagues
- AA: Mobile BayBears, Southern League
- Advanced A: Visalia Oaks, California League
- A: South Bend Silver Hawks, Midwest League
- Short A: Yakima Bears, Northwest League
- Rookie: Missoula Osprey, Pioneer League

## AffiliazioniMajor League
- MLB: Arizona Diamondbacks